# Martin Lo
Martin Lo é um matemático estadunidense.
Especialista em controle da trajetória de aeronaves, trabalha no Jet Propulsion Laboratory.